# Wolf-Rayetova zvezda
Wolf-Rayetove zvezde (velikokrat poimenovane zvezde WR) so razvite, masivne zvezde (od 10 do 50 Sončevih mas), ki zaradi zelo močnega zvezdnega vetra (s hitrostmi od 800 do 3000 km/s) zelo hitro izgubljajo svojo maso. Naše Sonce vsako leto izgubi približno 10−14 svoje mase, Wolf-Rayetove zvezde pa običajno 10−5 Sončevih mas, oziroma v milijon letih do 10 Sončevih mas.
Wolf-Rayetove zvezde so zelo vroče, s površinskimi temperaturami v območju od 25.000 do 50.000 K. Njihovi izsevi so od 100.000 do milijon Sončevih izsevov.
Verjetno je bila zvezda, ki je 9. januarja 2008 v galaksiji NGC 2770 eksplodirala v supernovo (SN 2008D), Wolf-Rayetova zvezda. To je bila prva supernova, ki so jo opazovali neposredno med njeno eksplozijo.

## Zgodovina opazovanj
Charles Joseph Étienne Wolf in Georges Antoine Pons Rayet sta leta 1867 s pomočjo spektrometra v vidnem prva odkrila in študirala to vrsto zvezd. V ozvezdju Laboda sta tega leta s 400 mm Foucaultovim daljnogledom na pariškem observatoriju odkrila tri zvezde (z današnjimi oznakami D191765, HD192103 in HD192641), ki so imele široke emisijske črte na sicer zveznem spektru. Večina zvezd ima v svojih spektrih absorpcijske črte zaradi elementov, ki absorbirajo svetlobno energijo pri določenih frekvencah. Število zvezd z emisijskimi črtami je zelo majhno in so tako očitno zelo nenavadna astronomska telesa. Podobna telesa so z vizualno metodo odkrili Lorenzo Respighi, Edward Charles Pickering in Copeland.
Narava emisijskih črt v spektrih Wolf-Rayetovih zvezd je ostala več desetletij nepojasnjena. Pickering je menil da črte povzroča nenavadno stanje vodika. Ta »Pickeringova serija« je imela podoben vzorec kot Balmerjeva serija, če so se upoštevala polcela kvantna števila. Kasneje se je pokazalo da črte izvirajo od helija, plina, ki sta ga leta 1868 neodvisno spektroskopsko odkrila Janssen in Lockyer.
Do leta 1929 so širino emisijskih črt pripisovali Dopplerjevemu pojavu in dejstvu da mora imeti plin okrog teh zvezd hitrosti od 300 do 2400 km/s v smeri opazovanja. Zaključili so da Wolf-Rayetove zvezde neprestano izmetujejo plin v vesoljski prostor in pri tem se tvori razširjajoča ovojnica megličastega plina. Sila, ki izvrže plin z velikimi opazovanimi hitrosti, je sevalni tlak.
Poleg helijevih so v spektrih Wolf-Rayetovih zvezd našli tudi ogljikove, kisikove in dušikove črte. Leta 1938 je Mednarodna astronomska zveza razvrstila spektre Wolf-Rayetovih zvezd v vrsti WN in WC, glede na to ali v spektru prevladujejo dušikove ali ogljik-kisikove črte.

## Opis
Wolf-Rayetove zvezde predstavljajo normalno stopnjo razvoja zelo masivnih zvezd. V njihovih spektrih so vidne močne in široke emisijske črte nevtralnega in ioniziranega helija in dušika (niz »WN«) ali črte helija, ioniziranega ogljika in kisika (niz »WC«). Zaradi njihovih močnih emisijskih črt jih lahko zamenjamo z bližnjimi galaksijami. V naši Galaksiji je znano približno 230 Wolf-Rayetovih zvezd. Približno 100 jih je znanih v Velikem, 12 pa v Malem Magellanovem oblaku.
Conti je leta 1976 predlagal da so zvezde WR glede na spektralni razred potomke masivnih zvezd razreda O, v katerih je močan zvezdni veter, ki je značilen za zvezde z izjemno velikim izsevom, izvrgel neobdelane zunanje ovojnice bogate z vodikom. Značilne emisijske črte nastanejo v razširjenem in gostem vetrovnem območju, ki se giblje z veliko hitrostjo, in obkroža zelo vročo zvezdno fotosfero, kar tvori poplavo ultravijoličnega sevanja, ki povzroča svetlikanje. Ta proces izmetavanja pokaže najprej z dušikom bogate produkte cikla CNO gorenja vodika (zvezde WN), nato pa sloj bogat z ogljikom zaradi zgorevanja helija (zvezde WC in WO). Večina teh zvezd se verjetno na koncu razvije v supernove vrste Ib ali Ic.
Nekaj (približno 10%) središčnih zvezd planetarnih meglic so z opazovalnega stališča tudi vrste WR, četudi imajo veliko manjšo maso (po navadi približno 0,6 Sončeve mase), in njihov emisijski spekter vsebuje široke črte helija, ogljika in kisika. So veliko mlajša telesa in so se razvila iz razvitih zvezd manjših mas. So v tesnem sorodstvu z belimi pritlikavkami in ne z zelo mladimi, zelo masivnimi zvezdami, ki predstavljajo večino razreda WR.
Odliv snovi je neenakomeren, zato se sij Wolf-Rayetovih zvezd tudi malo spreminja. Zvezde razreda WR so redke, ker je stopnja njihovega razvoja kratka, imajo pa velik izsev in so opazne na velikih razdaljah.

### Razvojni modeli
Razvojni modeli zvezd WR.
Za zvezde z maso ~75 Sončevih mas
- O → WN(bogato z vodikom) → SMS → WN(manj vodika) → WC → SN Ic

Za zvezde z maso ~40-75 Sončevih mas
- O → SMS → WN(manj vodika) → WC → SN Ic

Za zvezde z maso 25-40 Sončevih mas
- O → SMS → WN(manj vodika) → SN Ib

ali
- O → RNO → WN(manj vodika) → SN Ib

Wolf-Rayetova zvezda se lahko na koncu razvije v stopnjo kolapsarja. Jedro zvezde se sesuje in tvori črno luknjo ter vsrkuje okoliško snov. To je verjetno znanilec dolgega izbruha žarkov γ.
Najbolj znan in najbolj viden primer Wolf-Rayetove zvezde je Regor (γ2 Jadra, γ² Vel), svetla zvezda, vidna z zemljepisnih širin južno od 40° severno. Ena od članic zvezdnega sistema (Regor dejansko vsebuje vsaj šest zvezd) je Wolf-Rayetova zvezda. Zaradi nenavadne narave njenega spektra (svetle emisijske črte namesto temnih absrorpcijskih) so jo poimenovali »Spektralni biser južnega neba.«